# Valeriana celtica
Valériane celte, Nard celtique, Spic celtique
Espèce
La Valériane celte, Nard celtique ou Spic celtique (Valeriana celtica) est une espèce de plantes vivaces de la famille des Caprifoliacées.